# Аббасов, Векил Гаджага оглы
Векил Гаджага оглы Аббасов (азерб. Vəkil Hacıağa oğlu Abbasov; род. 1939) — советский азербайджанский нефтяник. Первый в истории СССР полный кавалер ордена Трудовой Славы.

## Биография
Родился в 1939 году.
С 1957 года – учётчик, бригадир колхоза. С 1963 года – помощник бурильщика нефтяных и газовых скважин, в 1977-1978 годах – буровой мастер, с 1978 года – бурильщик Сангачальского морского управления буровых работ объединения «Каспбурнефтегазпром». В 1977 году бригада, впервые за три года, первой в управлении выполнила план по бурению на 100%, IX пятилетка была досрочно выполнена за 3 года, а в 1963—1985 годах Аббасов пробурил со своим коллективом не менее 30 скважин. Бригада, в которой работал Векил Аббасов, благодаря рациональному использованию оборудования, рабочего времени, широкому внедрению прогрессивной техники и технологии, совершенствованию организации буровых работ, экономному использованию материальных и топливно-энергетических ресурсов, успешно выполняла производственные задания.
Наставник молодых рабочих, по специальности помощник бурильщика подготовил 26 человек. Обучал электромонтёров работать с буровой лебёдкой, рабочих — заменять помощника бурильщика.
Указом Президиума Верховного Совета СССР от 2 октября 1974 года за  досрочное выполнение заданий девятой пятилетки и социалистических обязательств по  бурению  нефтяных  скважин  в  Каспийском  море, Аббасов Векил Гаджага оглы награждён Орденом Трудовой Славы III степени.
Указом Президиума Верховного Совета СССР от 1 марта 1978 года награждён орденом Трудовой Славы II степени.
Указом Президиума Верховного Совета СССР от 7 января 1983 года за самоотверженный высокопроизводительный труд, большие успехи, достигнутые во всесоюзном соцсоревновании в ознаменование 60-летия образования СССР, долголетнюю безупречную работу в одном хозяйстве, Аббасов Векил Гаджага оглы награждён Орденом Трудовой Славы I степени (№ 1). Первый в истории СССР полный кавалер ордена Трудовой Славы.
Активно участвовал в общественной жизни Азербайджана. Член КПСС с 1962 года. Работал партгрупоргом в коллективе. Делегат XXVII съезда КПСС. Депутат Верховного Совета Азербайджанской ССР 11-го созыва.
Проживал в Баку.